# Ayaó
Ayaó o Ayao es una Orisha Menor del Panteón yoruba, Perteneciente a la Mitología yoruba donde es conocida como espíritu de la naturaleza, no es considerada un ángel de la guarda y por tanto no puede coronarse en la ceremonia de Kari Osha.

## Orisha
Orisha hembra, considerada como hermana de Oyá, no se asienta, aunque la entregan las hijas de Oyá.
Ayaó  es la cuidadora de la zaraza de Eggun, es una Orisha de las alturas. Ayaó subió y entregò la mesa a Oduduwá, es una Orisha con influencia Árabe; así la categorizan, como un Orisha del Desierto. 
Esta orisha vive en los altos de Iroko y no debe bajar nunca al piso o tocarlo, por eso sus ceremonias se realizan en la parte superior de una mesa. Ayaó es el remolino pequeño y el ojo de la tormenta. Se sienta arriba de la Ceiba a cuidar y proteger a los espíritus y de esta forma ayudarlos a que pasen a través de sus nubes para habitar en el reino de Olofi. Por esto, cuando un iniciado de Oyá está realizando su nacimiento, la consagración en Kari Osha, los espíritus que se recogen son atendidos por Ayao.
Ayaó protege y vela por las mujeres doncellas y las niñas. Ayao es una deidad pura, por eso ella tiene el honor de subirse en la mesa de Oduduwa. También es la que lleva los mensajes a Ikú y a Oyá.
Ayaó se encarga de las notas de Oyá, en la puerta del cementerio, atendiendo de los 9 egguns que acompañan a Oyá con relación a los 9 lugares en las ceremonias previas a una consagración de la deidad Oyá.
Ayao es una Orisha que tiene que ver con la brujería, es amiga de los espiritistas y los médiums.

## Atributos
Se le ponen 9 vasos de cristal trasparente o copas de agua a Oyá como dedicación a ella, esto se conoce como los Ajeres de Oyá.
En el campo sus colores son matipó y amarillo, también es de nácar, rosado y azabaches, con cuentas de Oyá intercaladas y su tela es el retazo floreado con estos colores.
Los secretos Ayaó se guardan dentro de una sopera que se mantiene alta en la casa del Olorisha que la recibe. Aunque usualmente son los hijos de Oyá los que la reciben, hay Oddun donde se indica que alguien necesita recibirla.
Vive entre las raíces de la ceiba, trabaja en el aire, trabaja con Ozain compañera de Oronkuin que es un Ozain hembra, la criaron Orun y Yana.